# Čaša (ozvezdje)
Čaša je manjše ozvezdje na južni nebesni polobli. Je eno od 48 ozvezdij, ki jih je 2. stoletju zbral grški astronom Ptolemaj. Predstavlja časo, povezano z Apolonom. Postavljena je na hrbet vodne kače Hidre.
V ozvezdju ni nobene zvezde, ki bi bila svetlejša od magnitude 3. Najsvetlejši zvezdi sta δ in α Čaše z magnitudama 3,56 in 4,07, starajoči se oranžni orjakinji, hladnejši in večji od Sonca. β Čaše je dvozvezdje iz bele pritlikavke in bele zvezde v glavnem nizu. Sedem zvezdnih sistemov v ozvezdju gosti planete. Galaksija Čaša 2 je satelitska galaksija, ki kroži okoli Mlečne ceste.

## Mitologija
V babilonskih zvezdnih katalogih iz vsaj 1100 pr. n. št. so zvezde Čaše verjetno vključevali v ozvezdje Krokarja (babilonski vran MUL.UGA.MUSHEN). John H. Rogers je opazil, da predstavlja sosednje ozvezdje Vodna kača v babilonski zbirki MUL.APIN Ningishzida, boga podzemlja. Predlagal je razlago, da Krokar in Čaša (skupaj z Vodno kačo) predstavljata vrata v podzemlje. Ti dve ozvezdji naj bi skupaj z Orlom in Južno ribo okoli leta 500 pr. n. št. predstavili Grkom, saj označujejo zimski in poletni sončev obrat. Vodna kača je bila v antiki pomemben razpoznavni znak na nebu, saj je bila raztegnjena čez nebesni ekvator. Vran in Čaša se pojavljata tudi v ikonografiji mitraizma, ki naj bi izvirala iz Bližnjega vzhoda, od koder se je prenesla v antično Grčijo in Rim.
Čaša se pojavlja tudi v grški mitologiji kot kelih z dvema ročajema. Apolon naj bi poslal krokarja ali vrano po nekaj vode, ki jo potrebuje za izvajanje obreda. Ker je le-ta na poti lenobno počival ob figovcu (čakal je, da fige dozorijo), je potreboval ob vrnitvi izgovor, zato je skupaj s čašo vode prinesel tudi vodno kačo. Apolon je sprevidel prevaro in jih iz jeze vse tri vrgel v nebo. Svetemu ptiču je tudi osmodil krila in ga zaklel z žejo, ki je ne more pogasiti. Po tem mitu so si razlagali ptičevo črno perje in raskav glas.

### V drugih kulturah
V kitajski astronomiji so zvezde čaše znotraj ozvezdja Južnega cinobernega ptiča (南方朱雀, Nán Fāng Zhū Què). Skupaj z nekaterimi zvezdami Vodne kače predstavljajo Yi, krila tega "rdečega ptiča". Yi (翼) je tudi 27. postaja kitajskega luninega koledarja. Po drugi strani lahko Yi predstavlja tudi herojskega lokostrelca, katerega lok so druge zvezde Vodne kače. Na Družbenih otokih poznajo Čašo pod imenom Moana-ohu-noa-ei-haa-moe-hara.

## Značilnosti
Površina ozvezdja pokriva 282,4 kvadratnih stopinje, s čimer se uvršča na 53. mesto med 88 ozvezdji. Na severu meji na Leva in Devico, na vzhodu na Krokarja, na jugu in vzhodu na Vodno kačo, na severozahodu pa na Sekstant. Tričrkovna oznaka Mednarodne astronomske zveze iz leta 1922 je "Crt". Uradne koordinate je leta 1930 določil Eugène Joseph Delporte; gre za šestkotnik (glej infopolje zgoraj). V ekvatorialnem koordinatnem sistemu se koordinate rektascenzije teh meja gibljejo med 10h 51m 14s in 11h 56m 24s, deklinacija pa je med -6.66° in -25.20°. Tak položaj pomeni, da je to južno nebesno ozvezdje v celoti vidno vsem opazovalnem južno od geografske širine 65°N.

### Zvezde
Nemški kartograf Johann Bayer je za imenovanje najsvetlejših opaženih zvezd porabil grške črke od alfe do lambde. Bode jih je dodal še več, a je v uporabi ostala samo zvezda psi. Znotraj ozvezdja je 33 zvezd z magnitudo nad 6,5.
δ Čaše je najsvetlejša zvezda z magnitudo 3,6. Oddaljena je okoli 186 svetlobnih let. Je oranžna velikanka spektralnega razreda K0III z maso 1,0-1,4 Sončeve. Kot starajoča zvezda se je ohladila in razširila na 22,44-kratnik Sončevega polmera in sveti z 171-kratnikom energije. Temperatura površja je okoli 4.400 K.
α Čaše (tradicionalno ime Alkes "skodelica") je oranžna zvezda z magnitudo 4,1, oddaljena okoli 159 svetlobnih let. Ima maso okoli 1,6-krat večjo od Sončeve. Porabila je že ves vodik v jedru in se razširila na 12-13-kratnik Sončevega polmera. Sveti z 69-krat več energije. Temperatura površja je 4645 K.
β Čaše je dvojna zvezda iz bele orjakinje spektralnega razreda A1III in bele pritlikavke razreda DA1,4. Oddaljeni sta okoli 340 svetlobnih let in svetita z navideznim sijem magnitude 4,5.
Druge zvezde Bayer/Flamsteed so (oddaljenosti so navadno približne):
- γ Čaše (dvojna zvezda; magnituda 4,06, 82,3 svetlobnih let, A: bela zvezda tipa A v glavnem nizu, razred A9 V, 1,81 M☉; B: oranžna pritlikavka, magnituda 9,6, 0,75 M☉)[18][19]
- ε Čaše (magnituda 4,84, 376 svetlobnih let, razvita orjakinja tipa K, razred K5 III, masa podobna Sončevi)
- ζ Čaše (verjetno dvojna zvezda; magnituda 4,74, 350 svetlobnih let, A: razvita orjakinja razreda G8 III)
- η Čaše (magnituda 5,17, 280 svetlobnih let, zvezda glavnega niza tipa A, razred A0 V)
- θ Čaše (magnituda 4,7, 280 svetlobnih let, zvezda glavnega niza tipa B, razred B9,5 Vn)
- ι Čaše (dvojna zvezda; magnituda 5,48, 87,2 svetlobni leti, A: zvezda glavnega niza tipa F, razred F6,5 V)
- κ Čaše (magnituda 5,94, 229 svetlobnih let, razvita orjakinja tipa F, razred F5/6 III)
- λ Čaše (dvojna zvezda; magnituda 5,08, 149 svetlobnih let, A: razvita orjakinja tipa F, razred F5 III)
- ψ Čaše (dvojna zvezda; magnituda 6,13, ok. 500 svetlobnih let, A: zvezda glavnega niza tipa A, razred A0 V)